# Breve historia del tiempo
Breve historia del tiempo: del Big Bang a los agujeros negros (en su inglés original: A Brief History of Time: From the Big Bang to Black Holes) es un libro de divulgación científica publicado en 1988 por el físico teórico, astrofísico, cosmólogo y divulgador científico británico Stephen Hawking y prologado por Carl Sagan.

## Contenido
Explica varios temas de cosmología, entre otros el Big Bang, los agujeros negros, los conos de luz y la teoría de supercuerdas al lector no especializado en el tema. Su principal objetivo es dar una visión general del tema pero, inusual para un libro de divulgación, también intenta explicar algo de matemáticas complejas.
El autor advierte que, ante cualquier ecuación en el libro, el lector podría verse en problemas, por lo que incluye solo una sencilla: E=mc².
En septiembre de 2005 publicó Brevísima historia del tiempo (A Briefer History of Time), en colaboración con Leonard Mlodinow, una versión condensada del original. Fue actualizado para tratar nuevos temas surgidos por nuevas investigaciones científicas en el campo.
Existe un documental basado en el libro, de título homónimo, estrenado en 1991, dirigido por Errol Morris y con música del compositor Philip Glass.

## La naturaleza del tiempo
¿Cuál es la naturaleza del tiempo? ¿Hubo un principio o habrá un final en el tiempo? ¿Es infinito el universo o tiene límites? A partir de estas preguntas, Stephen Hawking revisa las grandes teorías cosmológicas, desde Aristóteles hasta nuestros días, así como muchos enigmas, paradojas y contradicciones que se plantean como retos para la ciencia actual.
Hawking considera que los avances recientes de la física, gracias a las fantásticas nuevas tecnologías, sugieren respuestas a algunas de estas preguntas que desde hace tiempo nos preocupan.

## Bestseller
El libro se convirtió rápidamente en un bestseller (superventas). En mayo de 1995 entró en la lista del The Sunday Times entre los más vendidos durante 237 semanas, y batió el récord de 184 semanas. Esta hazaña está registrada en el Libro Guinness de los Récords de 1998. La edición en rústica se publicó el 6 de abril de 1995 y alcanzó en tan solo tres días el primer lugar de entre los más vendidos. Para abril de 1993 se habían publicado 40 ediciones de pasta dura de la obra en Estados Unidos y 39 en Reino Unido. Se han vendido hasta 2020 9 millones de copias.